# Neuhof (Assia)
Neuhof è un comune tedesco di 10 956 abitanti,, situato nel land dell'Assia.